# Hryhorij Savyč Skovoroda
Hryhorij Savyč Skovoroda (in ucraino Григорій Савич Сковорода?; Čornuchy, 22 novembre 1722 – Ivanovka, 29 ottobre 1794) è stato un poeta e filosofo ucraino.

## Biografia

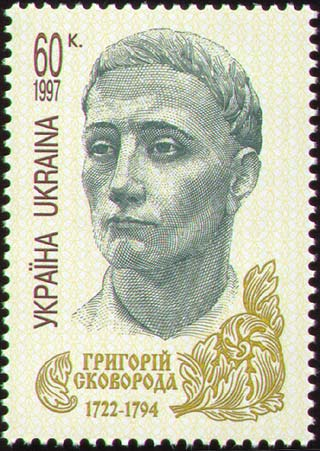
Francobollo dedicato a Skovoroda

Skovoroda nacque nel 1722 in una famiglia cosacca nel villaggio di Čornuchy (attuale Oblast' di Poltava) nell'allora Etmanato cosacco che nel 1781 venne inglobato nel nascente Impero russo. Studiò all'Accademia di Kyiv-Mohyla, ma non terminò mai gli studi. Dal 1741 al 1744 fu membro del coro imperiale nelle due capitali dell'Impero russo: Mosca e San Pietroburgo. Trascorse poi il periodo dal 1745 al 1750 in Ungheria e probabilmente anche in altre zone d'Europa. Fra il 1750 e il 1751 ha insegnato Poetica a Pereslavl'-Zalesskij. Dal 1753 al 1759 Skovoroda è stato tutore nella famiglia di proprietari terrieri a Kovrai. Dal 1759 al 1769 insegnò poesia, sintassi, greco ed etica nella scuola superiore di Charkiv, ma dopo che il suo corso di etica fu contestato decise nel 1769 di abbandonare l'insegnamento.
Skovoroda è stato anche compositore attivo di musica liturgica, e di canti su propri testi. Alcuni di questi sono passati nel novero della musica popolare. Viene spesso descritto come abile suonatore di torban e di kobza.
Negli ultimi venti anni della sua vita ha viaggiato a piedi attraverso l'Ucraina stando da vari amici, ricchi come poveri, preferendo non rimanere troppo a lungo in uno stesso luogo.
Quest'ultimo periodo fu quello delle grandi opere filosofiche; tra le principali: Narciso, Alfabeto, Il diluvio del serpente, Conversazione sulla felicità tra cinque viaggiatori. Parallelamente, ma anche prima, scrisse poesie e lettere in lingua ucraina, greco e latino e fece alcune traduzioni dal latino all'ucraino.

### Morte
Tre giorni prima di morire, andò a casa di uno dei suoi amici più stretti e gli disse che era arrivato lì per restarvi. Ognuno dei tre giorni lasciò la casa presto, al mattino per andarsene con una pala, e dicendo che andava a scavarsi la tomba. Il terzo giorno, pranzò, si alzò e disse "È arrivato il mio momento". Andò nella stanza accanto, si sdraiò e morì. Chiese che sulla sua tomba fosse posto il seguente epitaffio: 

## Pensiero
Spirito libero, critico dei poteri spirituali come di quelli secolari, animato da un'intensa esigenza di coerenza tra teoria ed esistenza, Skovoroda ha condotto una vita di pensatore-mendicante. Nei suoi trattati e nei suoi dialoghi i problemi biblici si intersecano con le problematiche platoniche e stoiche.
Il messaggio principale della sua filosofia è la deificazione o indiamento (fusione dell'individuo con la Fonte dell'essere), un tema comune alla filosofia neoplatonica e alla teologia ortodossa.
Per Skovoroda, la conoscenza e l'amore di sé rappresentano un impegno etico forte e personale, che è la premessa necessaria della deificazione: solo accettando e amando la propria collocazione nel mondo si può partecipare alla costruzione del bene cosmico.

## L'eredità culturale

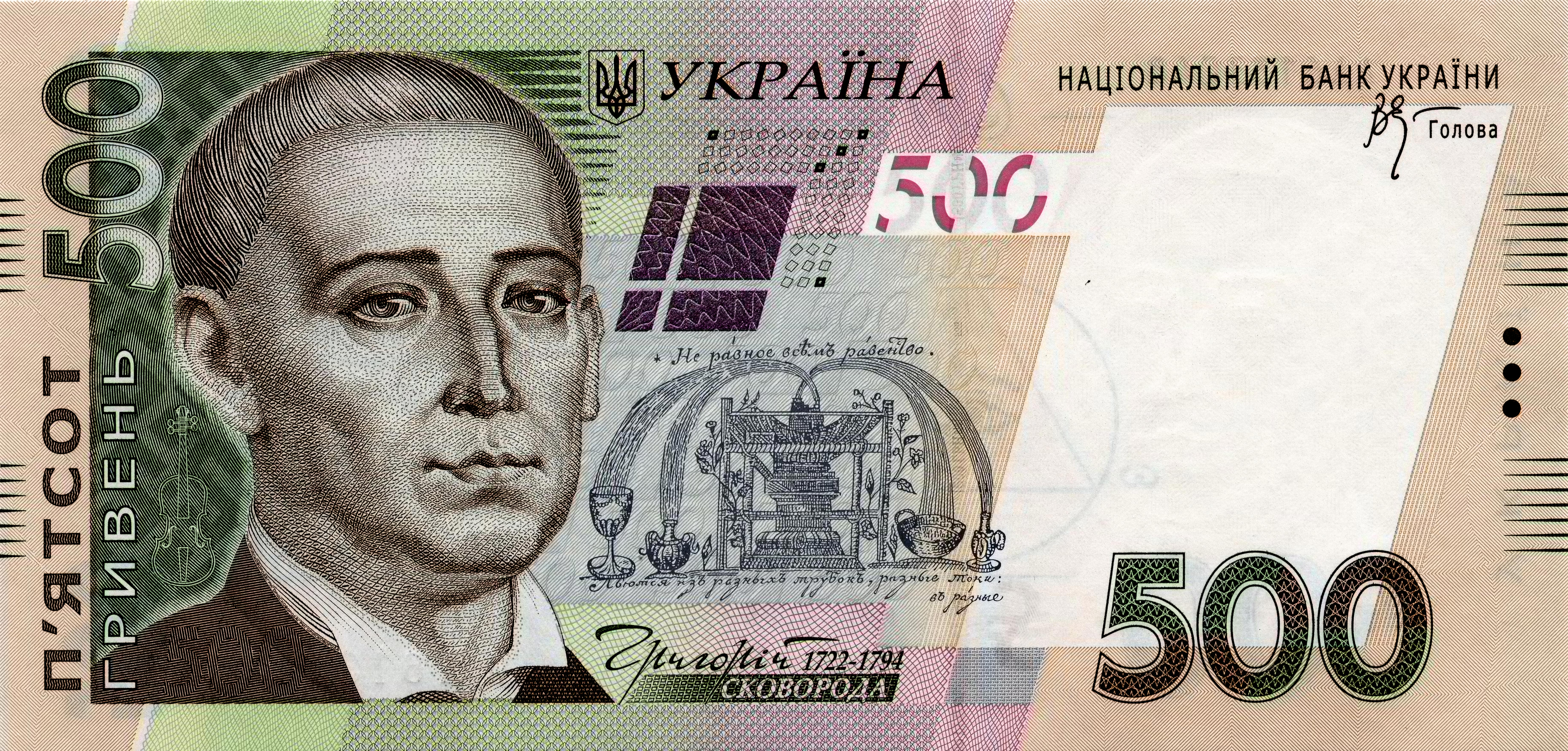
L'immagine di Skovoroda sulla banconota da 500 Grivnia.

Il suo pensiero ha avuto un’ampia eco nella formazione personale e nelle opere di molti tra i più importanti intellettuali russi e ucraini contemporanei, come Tolstoj, Ševčenko, Dostoevskij.
Il 15 settembre 2006 il suo ritratto è stato apposto sulla banconota di maggior valore in corso in Ucraina, quella da 500 Grivnia (circa 100 US $).
L'Istituto di Filosofia Hryhorij Skovoroda, fondato nel 1946, opera sotto gli auspici dell'Accademia Nazionale Ucraina delle Scienze
L'Università Pedagogica Nazionale di Kharkiv (H.S. Skovoroda Kharkiv National Pedagogical University) è intitolata al suo nome.
A Skovoroda è intitolato un asteroide della fascia principale.